# Cyclisme aux Jeux d'Amérique centrale et des Caraïbes de 2023
Navigation
2018 2026
Les compétitions de cyclisme des Jeux d'Amérique centrale et des Caraïbes de 2023 se déroulent du 25 juin au 7 juillet 2023, à San Salvador au Salvador.
Vingt-sept épreuves comprenant quatre disciplines, le cyclisme sur route, le cyclisme sur piste, le vélo tout terrain et le BMX sont au programme.

## Podiums

### Cyclisme sur route
| Épreuves                | Or                                           | Argent                                           | Bronze                |
| ----------------------- | -------------------------------------------- | ------------------------------------------------ | --------------------- |
| Compétitions masculines |                                              |                                                  |                       |
| Course en ligne         | Orluis Aular (VEN)                           | Miguel Ángel López (COL) Dorian Monterroso (GUA) | Kaden Hopkins (BER)   |
| Contre-la-montre        | Miguel Ángel López (COL) Walter Vargas (COL) | Conor White (BER)                                | Orluis Aular (VEN)    |
| Compétitions féminines  |                                              |                                                  |                       |
| Course en ligne         | Arlenis Sierra (CUB)                         | Lilibeth Chacón (VEN)                            | Jazmin Soto (GUA)     |
| Contre-la-montre        | Arlenis Sierra (CUB)                         | Diana Peñuela (COL)                              | Caitlin Conyers (BER) |

### Cyclisme sur piste
| Épreuves                | Or                                                                        | Argent                                                            | Bronze                                                                  |
| ----------------------- | ------------------------------------------------------------------------- | ----------------------------------------------------------------- | ----------------------------------------------------------------------- |
| Compétitions masculines |                                                                           |                                                                   |                                                                         |
| Keirin                  | Juan Ruiz (MEX)                                                           | Kevin Quintero (COL)                                              | Cristian Ortega (COL)                                                   |
| Vitesse individuelle    | Nicholas Paul (TRI)                                                       | Kwesi Browne (TRI)                                                | Kevin Quintero (COL)                                                    |
| Vitesse par équipes     | Mexique Jafet López Juan Ruiz Edgar Verdugo                               | Colombie Carlos Echeverri Cristian Ortega Kevin Quintero          | Trinité-et-Tobago Kwesi Browne Zion Pulido Nicholas Paul                |
| Poursuite par équipes   | Colombie Anderson Arboleda Brayan Sánchez Nelson Soto Juan Esteban Arango | Mexique Tomás Aguirre Sebastián Ruiz Fernando Nava Ignacio Prado  | Venezuela Franklin Chacón César Sanabria Ángel Pulgar Edwin Torres      |
| Course à l'américaine   | Mexique Fernando Nava Ignacio Prado                                       | Colombie Brayan Sánchez Juan Esteban Arango                       | Cuba Alejandro Parra Leandro Marcos                                     |
| Omnium                  | Ricardo Peña (MEX)                                                        | Juan Esteban Arango (COL)                                         | Alejandro Parra (CUB)                                                   |
| Compétitions féminines  |                                                                           |                                                                   |                                                                         |
| Keirin                  | Martha Bayona (COL)                                                       | Valeria Cardozo (COL)                                             | Yuli Verdugo (MEX)                                                      |
| Vitesse individuelle    | Daniela Gaxiola (MEX)                                                     | Martha Bayona (COL)                                               | Yuli Verdugo (MEX)                                                      |
| Vitesse par équipes     | Mexique Jessica Salazar Yuli Verdugo Daniela Gaxiola                      | Colombie Yarli Mosquera Valeria Cardozo Martha Bayona             | Cuba Ana Bello Thalia Diaz Sandra Cabrera                               |
| Poursuite par équipes   | Mexique Antonieta Gaxiola Yareli Acevedo Victoria Velazco Lizbeth Salazar | Colombie Andrea Alzate Elizabeth Castaño Lina Rojas Serika Gulumá | Venezuela Wilmarys Moreno Angie González Lilibeth Chacón Veronica Abreu |
| Course à l'américaine   | Mexique Antonieta Gaxiola Lizbeth Salazar                                 | Colombie Elizabeth Castaño Lina Rojas                             | Venezuela Angie González Veronica Abreu                                 |
| Omnium                  | Victoria Velazco (MEX)                                                    | Lina Rojas (COL)                                                  | Amber Joseph (BAR)                                                      |

### VTT
| Épreuves | Or                      | Argent              | Bronze               |
| -------- | ----------------------- | ------------------- | -------------------- |
| Hommes   | Jhonnatan Botero (COL)  | Gerardo Ulloa (MEX) | Georwill Pérez (PUR) |
| Femmes   | Daniela Campuzano (MEX) | Adriana Rojas (CRC) | Ana Roa (COL)        |

### BMX
| Épreuves | Or                   | Argent               | Bronze                |
| -------- | -------------------- | -------------------- | --------------------- |
| Hommes   | Diego Arboleda (COL) | Jholman Sivira (VEN) | Edgar Rodarte (MEX)   |
| Femmes   | Mariana Pajón (COL)  | Gabriela Bolle (COL) | Shanayah Howell (ARU) |

## Tableau des médailles
| Rang  | Nation            | Or | Argent | Bronze | Total |
| ----- | ----------------- | -- | ------ | ------ | ----- |
| 1     | Mexique           | 10 | 2      | 3      | 15    |
| 2     | Colombie          | 6  | 14     | 3      | 26    |
| 3     | Cuba              | 2  | 0      | 3      | 5     |
| 4     | Venezuela         | 1  | 2      | 3      | 5     |
| 5     | Trinité-et-Tobago | 1  | 1      | 1      | 3     |
| 6     | Costa Rica        | 0  | 1      | 0      | 1     |
| 7     | Bermudes          | 0  | 0      | 2      | 2     |
| 7     | Guatemala         | 0  | 0      | 2      | 2     |
| 9     | Aruba             | 0  | 0      | 1      | 1     |
| 9     | Barbade           | 0  | 0      | 1      | 1     |
| 9     | Porto Rico        | 0  | 0      | 1      | 1     |
| Total | Total             | 20 | 20     | 20     | 60    |